# Villa Boscogrande

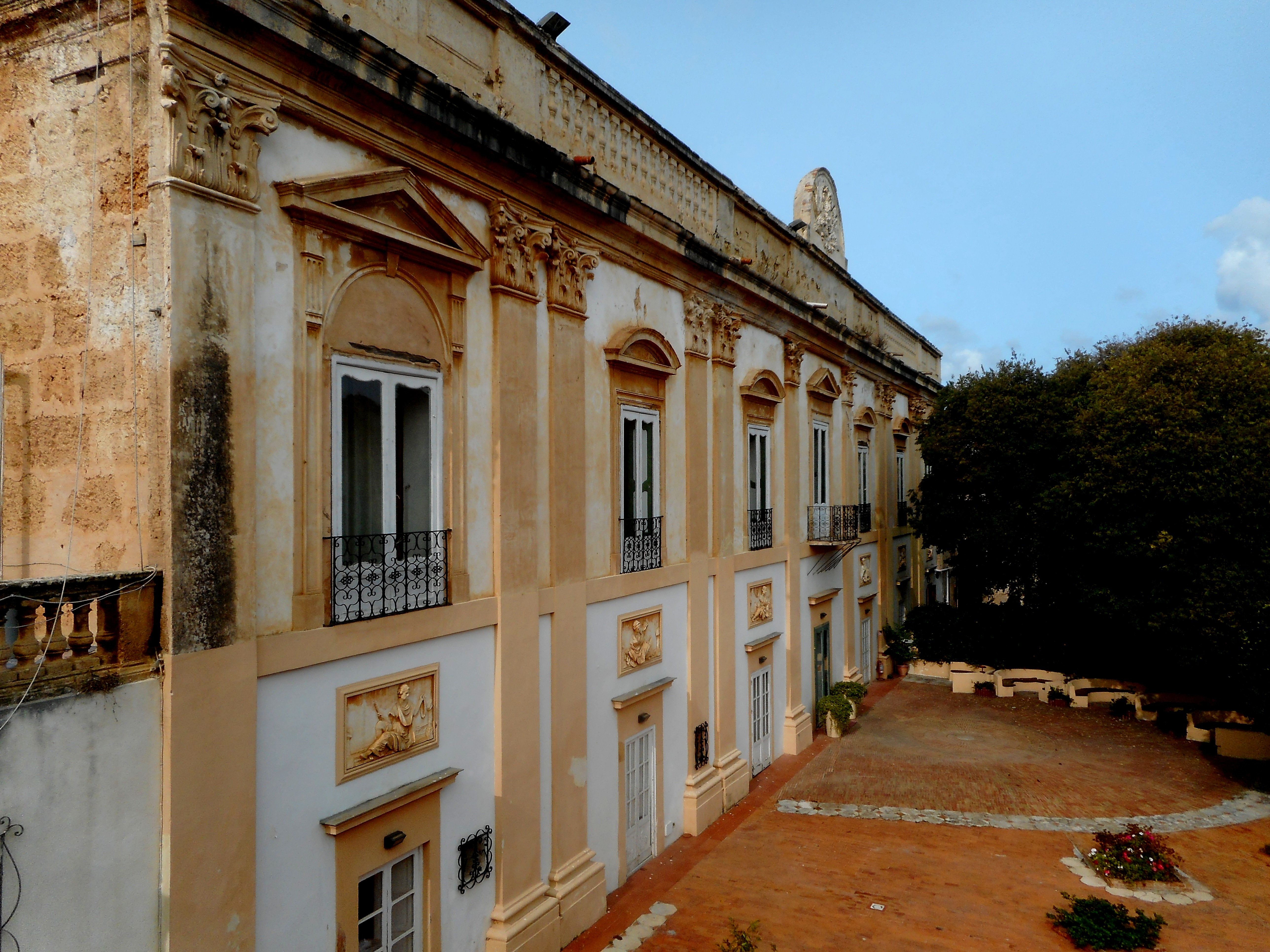
Facciata posteriore Villa Boscogrande

La Villa Boscogrande è una villa nobiliare settecentesca situata a Cardillo, sobborgo di Palermo. Sorge nella cosiddetta "Piana dei Colli", ampia area delimitata da Monte Pellegrino, Monte Billiemi e Monte Gallo, nella quale le famiglie della aristocrazia palermitana eressero nel Settecento le loro case di villeggiatura.
Realizzata verso la fine del '700 dal Duca di Montalbo, è un esempio dell'architettura di transizione dal barocco al neoclassico.
Nel 1962-63 fu scelto come set per l'apertura del Gattopardo di Luchino Visconti.